# タンジェリン・アイズ (中西圭三の曲)
「タンジェリン・アイズ」は、中西圭三の1枚目のシングル。1991年3月25日に発売。

## 解説
中西はメジャーデビュー以前、同じ大学の先輩である池田聡のコンサートツアーに同伴したり、作曲家としてWink、中山美穂、桜井幸子等に楽曲を提供した他、当時一世を風靡していたダンスユニット・ZOOの作曲やバックコーラス等を担当していたが、中西本人で楽曲をリリースしたのはこの曲が最初である。
テレビ朝日系『君といつまでも』主題歌。
アルバム『KEIZO 〜かなわない夢もあった』、ベスト・アルバム『SINGLES』に収録されている。

## 収録曲
両曲作詞：川村真澄　 作曲：中西圭三・小西貴雄　編曲：小林信吾・小西貴雄
1. タンジェリン・アイズ
2. Love Again